# Ідан Веред
Ідан Веред (івр. עידן ורד, нар. 1 січня 1989) — ізраїльський футболіст, нападник клубу «Хапоель» (Петах-Тіква).
Виступав, зокрема, за клуб «Маккабі» (Хайфа), а також національну збірну Ізраїлю.

## Клубна кар'єра
Народився 1 січня 1989 року. Вихованець футбольної школи клубу «Хакоах». Дорослу футбольну кар'єру розпочав 2006 року в основній команді того ж клубу, в якій провів один сезон, взявши участь у 2 матчах чемпіонату. 
Протягом 2007—2010 років захищав кольори клубу «Бейтар» (Єрусалим).
Своєю грою за останню команду привернув увагу представників тренерського штабу клубу «Маккабі» (Хайфа), до складу якого приєднався 2010 року. Відіграв за хайфську команду наступні п'ять сезонів своєї ігрової кар'єри. Більшість часу, проведеного у складі хайфського «Маккабі», був основним гравцем атакувальної ланки команди.
Згодом з 2015 по 2023 рік грав у складі команд «Црвена Звезда», «Оттава Ф'юрі», «Бейтар» (Єрусалим) та «Хапоель» (Тель-Авів).
До складу клубу «Хапоель» (Петах-Тіква) приєднався 2023 року. Станом на 11 серпня 2023 року відіграв за команду з Петах-Тікви 12 матчів в національному чемпіонаті.

## Виступи за збірні
Протягом 2007–2010 років залучався до складу молодіжної збірної Ізраїлю. На молодіжному рівні зіграв у 8 офіційних матчах.
У 2017 році дебютував в офіційних матчах у складі національної збірної Ізраїлю.

## Титули і досягнення
- Чемпіон Ізраїлю (1): 2010–11
- Володар Кубка Ізраїлю (1): 2008–09
- Володар Кубка Тото (2): 2009–10, 2019-20